# Jamba Juice
Jamba Juice, conosciuta anche come Jamba, è una catena statunitense di fast food e juice bar che vende succhi di frutta e verdura, frullati e altri prodotti alimentari.
La prima sede di Jamba Juice, originariamente chiamata Juice Club, è stata aperta nel 1990 a San Luis Obispo, in California.
Jamba è di proprietà di Focus Brands, un'affiliata della società di investimenti finanziari Roark Capital Group, che ha completato la sua acquisizione nel 2019.
L'azienda conta più di 850 sedi operative in 36 stati degli Stati Uniti e ha sedi anche in Australia, Giappone, Filippine, Taiwan, Corea del Sud, Tailandia e Indonesia.

## Storia
Jamba Juice è stato aperto da Kirk Perron, un ciclista amatoriale insoddisfatto della qualità delle bevande disponibili per il dopo allenamento che decise quindi di produrle in proprio, presso la California Polytechnic State University a San Luis Obispo. Il primo ristorante, chiamato Juice Club, è stato inaugurato il 31 marzo 1990 ed è stata costituita la società Juice Club Inc. sempre a San Luis Obispo.
Nel 1991 il Juice Club si era già espanso con un totale di 19 sedi tramite franchising, ma Perron in seguito abbandonò questo modello a favore dei negozi di proprietà dell'azienda. Nel 1995 la catena fu ribattezzata Jamba Juice, ispirandosi a una parola dell'Africa occidentale che significa "celebrazione". Jamba Juice ha acquisito Zuka Juice, un bar di succhi rivale, il 24 marzo 1999.
Il 13 marzo 2006 Jamba Juice è stata acquistata da Services Acquisition Corp. International per 265 milioni di dollari. Una società appartenente alla categoria dei cosiddetti "veicoli societari d'investimento", guidata da Steven Berrard, ex CEO di Blockbuster Inc. Al completamento della transazione, la Services Acquisition quotata in borsa ha cambiato nome in Jamba Inc. 
Nel giugno 2009 Jamba Inc. annunciò di aver completato una transazione di azioni privilegiate convertibili da 35 milioni di dollari.  Il finanziamento è stato guidato da un investimento di 19,55 milioni di dollari da parte di Mistral Equity Partners, un fondo di investimenti finanziari focalizzato su società di prodotti e servizi di consumo. Il restante investimento di 15,45 milioni di dollari è stato effettuato da una società controllata dalla famiglia Serruya, una famiglia canadese imprenditoriale di successo che ha fondato la catena di yogurt gelato e frullati Yogen Früz. Nello stesso periodo la società ha cominciato a spostarsi verso la distribuzione di piadine, panini e focacce, ampliando così il suo mercato.
Nel maggio 2016 Jamba Juice ha annunciato il trasferimento della sua sede aziendale da Emeryville, California a Frisco, Texas, indicando come causa gli alti costi della vita e dello svolgimento degli affari nell'area della Baia di San Francisco. 
Nel 2019 Jamba Juice è stata acquisita da Focus Brands. Sempre nel 2019, la catena ha cambiato nome in Jamba per riflettere il suo menu ampliato e le connotazioni negative sulla salute attorno alla parola "Juice" (succo).
Il 4 agosto 2020 Jamba ha aperto la sua prima sede giapponese a Tokio.